# Al-Hilal Wau
El Al-Hilal Wau es un equipo de fútbol de Sudán del Sur que juega en el Campeonato de fútbol de Sudán del Sur, la primera división de fútbol en el país.

## Historia
Fue fundado en el año 2012 en la ciudad de Wau y un año después juega en el Campeonato de fútbol de Sudán del Sur por primera vez.
Fue en la temporada 2018 que consiguieron su primer logro importante cuando ganaron el título del Campeonato de fútbol de Sudán del Sur luego de vencer en la final a Al-Merreikh Juba 7-6 en penales tras empatar 1-1 durante el tiempo regular, con lo que lograron clasificar a la Liga de Campeones de la CAF 2018-19, su primer torneo internacional. El 24 de octubre de 2018 la Asociación de Fútbol de Sudán del Sur le otorgó el título a Al-Merreikh Juba luego de que protestaran porque Al-Hilal alineó indebidamente a Zear Lein Bamal. El 1 de noviembre finalmente se les devolvió el título de campeón.
A nivel internacional su primera participación fue corta en la Liga de Campeones de la CAF 2018-19, ya que fueron eliminados en la fase preliminar por el Al-Nasr Benghazi de Libia.

## Palmarés
- Campeonato de fútbol de Sudán del Sur (1): 2018
- Copa de Sudán del Sur (1): 2022

## Participación en competiciones de la CAF
| Temporada | Torneo                       | Ronda      | Club             | Casa | Visita | Global      |
| --------- | ---------------------------- | ---------- | ---------------- | ---- | ------ | ----------- |
| 2018-19   | Liga de Campeones de la CAF  | Preliminar | Al-Nasr Benghazi | 2-4  | 1-5    | 3-9         |
| 2022/23   | Copa Confederación de la CAF | 1          | Kipanga FC       | 1-1  | 1-1    | 2-2 (3-4 p) |